# NGC 7771
NGC 7771 (również PGC 72638 lub UGC 12815) – galaktyka spiralna z poprzeczką (SBa), znajdująca się w gwiazdozbiorze Pegaza. Została odkryta 18 września 1784 roku przez Williama Herschela.

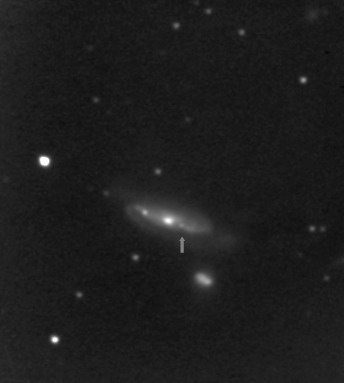
Supernowa SN 2003hg w NGC 7771

Oddziałuje grawitacyjnie z sąsiednimi galaktykami NGC 7770 i NGC 7769.
Do tej pory w NGC 7771 zaobserwowano jedną supernową – SN 2003hg.